# (212) Medea
(212) Medea és un asteroide pertanyent al cinturó d'asteroides descobert el 6 de febrer de 1880 per Johann Palisa des de l'observatori de Pula (Croàcia).
Està nomenat així per Medea, un personatge de la mitologia grega.